# Domínio de topo genérico
| gTLD    | Utilização                                                                                            |
| ------- | --- |
| .aero   | indústria de transportes aéreos                                                                       |
| .art    | artistas, organizações e negócios relacionados a arte                                                 |
| .asia   | companhias, organizações e indivíduos na região da Ásia-Pacífico                                      |
| .biz    | negócios                                                                                              |
| .bzh    | cultura e língua bretã                                                                                |
| .cat    | cultura e língua catalã                                                                               |
| .com    | organizações comerciais, mas sem restrições                                                           |
| .coop   | cooperativas                                                                                          |
| .edu    | estabelecimentos de educação superior                                                                 |
| .gov    | entidades governamentais dos Estados Unidos aos níveis federais, estaduais e locais                   |
| .info   | sites de informações, mas não restrito                                                                |
| .int    | organizações internacionais estabelecidos por um tratado                                              |
| .jobs   | sites relacionados com o emprego                                                                      |
| .mil    | Forças Armadas dos Estados Unidos                                                                     |
| .mobi   | sites de catering para dispositivos móveis                                                            |
| .museum | museus                                                                                                |
| .name   | famílias e indivíduos                                                                                 |
| .net    | originalmente para rede de infraestruturas, agora não restrita                                        |
| .news   | sites de notícias                                                                                     |
| .org    | originalmente para organizações não claramente abrangidas por outras gTLDs, atualmente sem restrições |
| .pro    | determinadas profissões                                                                               |
| .tel    | serviços que envolvam conexões entre a rede telefónica e a Internet                                   |
| .travel | agentes de viagem, linhas aéreas, hoteleiros, postos de turismo, etc.                                 |
| .xxx    | pornografia                                                                                           |

O domínio de topo genérico (sigla: gTLD, do inglês generic top-level domain), ou domínio genérico de nível superior, é uma das categorias dos domínios de topo (TLD) mantida pela IANA (Autoridade para Atribuição de Números na Internet) para uso no DNS (Sistema de Nomes de Domínios da Internet).
A IANA atualmente distingue os seguintes grupos de domínios de topo:
- domínio de topo de código de país (country-code top-level domains ou ccTLD)
- domínios de topo genéricos (generic top-level domains ou gTLD)
  - domínios de topo patrocinados (sponsored top-level domains ou sTLD)
  - domínios de topo não patrocinados (unsponsored top-level domains)
- domínios de topo de infraestruturas (infrastructure top-level domain)
- domínios de topo internacionalizados (internationalized top-level domains ou IDNs)
  - domínios de topo de código de país internacionalizado (internationalized country code top-level domains)
  - domínios de topo em teste(testing top-level domains)

Em 20 de junho de 2011, o comité do ICANN aprovou o fim das restrições a sufixos para domínios de topo genéricos (gTLD) além dos 22 presentemente disponíveis (como por exemplo .com, .gov, .edu, etc). As empresas e as organizações poderão escolher sufixos arbitrários para os seus gTLD. Também o uso de caracteres não-latinos, como os dos alfabetos cirílico, árabe, chinês, tailandês, georgiano, hebraico ou outros, será permitido. O ICANN aceitará pedidos para novos gTLD a partir de  janeiro de 2012.